# Route magistrale 2 (Lituanie)
Pour les articles homonymes, voir A2 et Route A2.
La route A2 (Magistralinis kelias A2) est une route lituanienne reliant Vilnius à Panevėžys. Elle mesure 135,92 km. Elle est à statut autoroutier entre Vilnius et l'échangeur avec l'A8 et l'A17.
L'autoroute A2 a deux voies dans chaque sens séparées par une large ligne d'herbe et, dans de nombreuses parties, des rails de sécurité. 
L'autoroute fait partie de la route européenne 272 sur toute sa longueur.

## Tracé
- Vilnius
- Ukmergė
- Panevėžys